# Giorgio Orsoni
Giorgio Orsoni (n. 29 august 1946, Veneția, Italia) este un politician și jurist italian.